# Lepidopora concatenata
Lepidopora concatenata är en nässeldjursart som beskrevs av Stephen D. Cairns 1991. Lepidopora concatenata ingår i släktet Lepidopora och familjen Stylasteridae. Inga underarter finns listade i Catalogue of Life.